# Le Pique-nique de minuit
Pour plus de détails, voir Fiche technique et Distribution.
Le Pique-nique de minuit (The Midnight Snack) est le second court métrage d'animation de la série américaine Tom et Jerry réalisé par William Hanna et Joseph Barbera et sorti le 19 juillet 1941. 
C'est le dessin animé où le chat Tom et la souris Jerry, auparavant nommés respectivement « Jasper » et « Jinx » dans leur premier court métrage, ont leurs noms définitifs.